# 민중기
민중기(閔中基, 1959년  ~ )는 대한민국의 판사 출신 변호사이다. 2018년 2월 13일에 제16대 서울중앙지방법원장으로 취임하였다.
2025년 6월 12일 "김건희와 명태균ㆍ건진법사 관련 국정농단 및 불법 선거 개입 사건 등 진상규명을 위한 특별검사"로 임명되었다.

## 생애
대전고등학교와 서울대학교 법과대학을 졸업하고 제24회 사법시험을 합격하여 사법연수원 14기를 수료했다. 서울지방법원 남부지원에서 재직할 때 프랑스 국립사법관학교에 파견되어 수료하였다.
1988년 3월 대전지방법원 판사를 시작으로 대전지방법원 천안지원, 인천지방법원, 서울지방법원 남부지원, 서울고등법원 판사를 거쳐 1998년 3월 대법원에서 행정(근로), 형사 사건을 담당하는 재판연구관을 하다가 2002년 2월부터 서울지방법원 남부지원 부장판사가 되어 서울행정법원 노동전담재판부, 부산고등법원, 서울고등법원 행정부와 공정거래 전담재판부에서 부장판사로서 재판장의 직무를 수행하였다. 2014년 8월부터 2015년 2월까지 서울고등법원 수석 부장판사의 임무를 맡았고 2015년 대법원 정기인사에서 제11대 서울동부지방법원장을 2년동안 맡다가 서울고등법원 부장판사로서 재판을 수행하였다. 김명수 대법원장이 취임한 이후 사법부 블랙리스트 의혹 추가조사위원회 위원장을 맡아 전임 대법원장 시절 대법원이 원세훈 전 국가정보원장의 항소심 과정에서 청와대와 의견을 주고 받은 문건 등을 공개했다. '
https://m.youtube.com/watch?v=lcyiAr5Cw0c

## 주요 판결
- 한나라당 이승철 의원이 "프랑스 상원에서 연설했고 공인노무사로 일하며 업무정지 징계를 받은 사실이 없다"고 말한 대해 허위사실공표를 적용해 벌금 150만원[2]
- 불법 발행한 해외 전환사채(CB)를 되팔아 거액을 챙긴 전 한별텔레콤 대표이사 신모씨(38) 징역 2년6월[3]
- 투자심사 편의를 봐준 대가로 코스닥등록을 앞둔 벤처기업 I사 주식을 사들인 은행 전 지점장 김모씨에 대해 징역2년6월에 집행유예 3년 등을 선고하면서 이후 무상증자로 추가로 얻은 6200여주는 뇌물이 아니다[4]
- 슈퍼마켓 창고 등 7곳에 불을 질러 550만원 상당의 피해를 준 혐의로 구속된 19살 소년에 대해 무죄선고[5]
- 북파공작원 폭력시위를 주도하여 구속기소된 설악동지회 회장에 대해 징역 1년6월 선고[6]
- 정규학력이 초등학교 졸업임에도 한양대학교 목공학과에 입학해 2학년 중퇴한 것처럼 허위 사실을 공표한 김용일 서울 영등포구청장에 대해 벌금200만원을 선고[7]
- 차고지 내에서 친절봉사 등의 구호를 제창하게 하는 봉사를 위해 명령하게 하는 징계는 위법[8]
- 재소자의 법률신문 구독신청거부는 위법[9]
- 기독교 신학대 교수의 불상참배, 타종교 포용 강의를 이유로 한 재임용거부가 위법